# Fodor Zsóka
Fodor Zsóka, születési nevén Fodor Erzsébet Gizella Mária (Budapest, 1942. május 28. –) magyar színésznő, szinkronszínész.

## Pályája
Rózsahegyi Kálmán színiiskolájában tanult. 1965-ben végzett a Színház- és Filmművészeti Főiskolán, ahova csak második nekifutásra, de érettségi nélkül vették fel, amire abban az időben még volt lehetőség. Majd a Katona József Színházhoz szerződött Kecskemétre. 1966-tól 1970-ig a József Attila Színházban és az Irodalmi Színpadon játszott. 1970-1972 között a Békés Megyei Jókai Színház tagja volt, majd egy évig a Magyar Televízió bemondója is volt. 1974-ben ismét a Békés Megyei Jókai Színházhoz szerződött, majd 1979-től a Szegedi Nemzeti Színházban játszott 1995-ig. Az 1960-as években kezdett filmekben szerepelni, 25 filmben és több mint 300 színdarabban játszott, 240 filmhez adta a hangját. Ismertté a Barátok közt című tévésorozat tette, amelyben Kertész Magdit alakította 1998 és 2009 között.
Fodor Zsóka ötlete alapján írta Kulcsár Lajos a Zserbótangó című darabot, mely két idősödő, pályájáról már „letért” színésznő történetét állítja középpontba, akik átmenetileg közös albérletbe kényszerülnek. A darab egyik főszerepét, Szentmártoni Kamilla nyugdíjas színésznőt, Fodor Zsóka alakította. A premier 2013. december 3-án volt  Békéscsabán.

## Családja
Édesapja Fodor Béla, édesanyja Hittaller Róza Margit. Szülei válása után a bátyja édesanyjukhoz, ő pedig édesapjukhoz került. Az apja azonban nem sokat foglalkozott vele, újranősült, és különböző családoknál helyezte el, akiket megbízott és megfizetett a nevelésével. 
Bátyja, Fodor Béla Tamás Venezuelába emigrált 1956 után. Fodor Zsóka kétszer kötött házasságot. Első férjét, Jánost az Irodalmi Színpadon ismerte meg, másodszorra Henkel Gyula (1944–1991) színészhez ment feleségül,  de egyik kapcsolatából sem születtek gyermekei, és mindkettő válással végződött.

## Színpadi szerepei
- Johnson: Volpone....Canina
- Shakespeare: A makrancos hölgy....Kata
- Váljunk el!....Cyphien
- Molnár Ferenc: Liliom....Juli
- Simon: Furcsa pár....Mickey
- Wesker: Konyha....Anne
- Shakespeare: II. Richard....Királyné
- Falstaff....Lepedő Dolly
- Csurka István: Döglött aknák....Zsófi
- Szakonyi Károly: Hongkongi paróka....Mara
- Schiller: Ármány és szerelem....Lady Milford
- Leo Fall: Sztambul rózsája (operett)....Desirée
- Galopp a vérmezőn....özvegy Mihalicsné
- Kálmán Imre: Csárdáskirálynő....Cecília
- Molnár Ferenc: A doktor úr....Marosyné
- Oscar Wilde: Bunbury, avagy hazudj igazat!....Lady Bracknell
- Marc Camoletti: Leszállás Párizsban....Bertha
- Jókai Mór - Földes Mihály: A kőszívű ember fiai
- Friedrich Dürrenmatt: Az öreg hölgy látogatása....Claire Zachanassian, szül. Wascher multimilliomosnő
- Moravetz Levente: Örömlányok végnapjai

## Filmjei

### Játékfilmek
- Hattyúdal ((Csordás Ili csoporttársa) (1964)
- Háry János (1965)
- A kőszívű ember fiai (1965)
- Köznapi legenda (1966)
- Requiem (1981)
- Az én kis nővérem (1997)
- Csonka délibáb (2015)

### Tévéfilmek
- Ivan Iljics halála (Liza Ivanovna Golovina) (1965)
- Az asszony beleszól (1965)
- Vidám vasárnap (házmester) (1966)
- Az OP-ART kalap (eladó a kalapüzletben) (1967)
- Őrjárat az égen (1970)
- Sólyom a sasfészekben (1973)
- Keménykalap és krumpliorr 1–4. (1974)
- A labda (1972)
- Mint oldott kéve 1–6. (1983)
- Labdaálmok (személyzetis) (1989)
- Kis Romulusz (III. rész) (1994)
- Helló Doki (I. rész, 1996)
- Barátok közt (1998–2009, 2010, 2011, 2013, 2018, 2019, 2021)
- Képtelen történet (2014)
- …a szomszéd tehene (2024)

## Szinkronszerepek[9]

### Filmes szinkronszerepei[10]
| Cím                                            | A film elkészülte | Magyar változat (szinkron) | Szerep                                  | A szinkronizált színész |
| ---------------------------------------------- | ----------------- | -------------------------- | --------------------------------------- | ----------------------- |
| Apácashow                                      | 1992              |                            | Tisztelendő anya – zárdafőnökasszony    | Maggie Smith            |
| Apácashow 2.                                   | 1993              |                            | Tisztelendő anya – zárdafőnökasszony    | Maggie Smith            |
| A tévedés áldozata                             | 1956              | 1982                       |                                         |                         |
| A tető                                         | 1956              |                            |                                         |                         |
| Párizs rejtelmei                               | 1962              | 1981                       |                                         |                         |
| Madarak és ragadozómadarak                     | 1966              | 1977                       |                                         |                         |
| Claire (rövidjátékfilm)                        | 1967              | 1974                       | Lotte Rank                              | Elfriede Irrall         |
| Mi lesz veled Eszterke?                        | 1968              | 1968                       |                                         |                         |
| Madarak, árvák, bolondok                       | 1969              |                            |                                         |                         |
| Mi történt Alice nénivel?                      | 1969              |                            | Miss Edna Tinsley                       | Mildred Dunnock         |
| A rivális                                      | 1974              |                            |                                         |                         |
| Tükör                                          | 1975              | 1981                       |                                         |                         |
| Autóstoppal északnak                           | 1977              | 1981                       |                                         |                         |
| A bábu                                         | 1977              |                            |                                         |                         |
| A nyomorultak                                  | 1978              | 1985                       | Főnöknő                                 | Flora Robson            |
| Spirál                                         | 1978              |                            |                                         |                         |
| Halál Canaanban                                | 1978              | 1983                       |                                         |                         |
| Német tavasz                                   | 1979              |                            |                                         | Burgl Mattuschka        |
| Az amatőr                                      | 1979              |                            |                                         |                         |
| Erdőzug                                        | 1980              | 1982                       | Dada                                    | Lisa Helwig             |
| Tessék engem elrabolni                         | 1980              | 1980                       | Rózsika néni barátnője                  |                         |
| 26 nap Dosztojevszkij életéből                 | 1981              | 1981                       | Fedoszija, Dosztojevszkij házvezetőnője | Tatyana Babanina        |
| Cerro Mayor                                    | 1981              |                            |                                         |                         |
| A kiskakas gyémánt félkrajcárja (diafilm)      | 1981              | 1981                       | Mesélő                                  | –                       |
| A vasember (Andrzej Wajda rendezésében)        | 1981              | 1990                       |                                         |                         |
| Fanny és Alexander                             | 1982              |                            |                                         |                         |
| Szellemes karácsony                            | 1988              |                            | Nagymama                                | Mabel King              |
| Micsoda nő!                                    | 1990              | 1990                       | Idős hölgy                              | Amzie Strickland        |
| A titkok kertje                                | 1993              |                            | Mrs. Medlock                            | Maggie Smith            |
| Hókusz pókusz                                  | 1993              |                            | Winifred "Winnie" Sanderson             | Bette Midler            |
| Ace Ventura: Állati nyomozó                    | 1994              |                            | Martha                                  | Judy Clayton            |
| Zaklatás                                       | 1994              |                            | Stephanie Kaplan                        | Rosemary Forsyth        |
| Alice Csodaországban                           | 1995              |                            | Szívkirálynő                            |                         |
| Még zöldebb a szomszéd nője                    | 1995              |                            | Mama                                    | Ann Morgan Guilbert     |
| Ne légy barom, míg iszod a dzsúszod a gettóban | 1996              |                            | Lő Dög nagyi                            | Helen Martin            |
| Támad a Mars!                                  | 1996              |                            | Florence Norris nagymama                | Sylvia Sidney           |
| Fészkes fenevadak                              | 1997              | 1997                       | TV-s újságíró                           | Kate Harper             |
| Hanta boy                                      | 1997              | 1997                       | Greta                                   | Anne Haney              |
| Dennis, a komisz ismét pimasz                  | 1998              |                            | Martha Wilson                           | Betty White             |
| Gagyi lovag                                    | 2001              |                            | Királyné                                | Helen Carey             |
| Édes kis semmiség                              | 2002              |                            | Frida néni                              | Lillian Adams           |

### Filmsorozatbeli szinkronszerepei
| Cím                                                  | A film elkészülte | Magyar változat (szinkron) | Szerep                                      | A szinkronizált színész |
| ---------------------------------------------------- | ----------------- | -------------------------- | ------------------------------------------- | ----------------------- |
| Columbo: A recept: gyilkosság                        | 1968              | (2. szinkron)              | Cybill Gordon                               | Andrea King             |
| Columbo: A bűn jelöltje                              | 1973              | (2. szinkron)              | Vendég Vickie Hayward születésnapi partyján | Dianne Travis           |
| Mentők                                               | 1984              | 1987                       | Marie Čermáková                             | Marie Vášová            |
| A Guldenburgok öröksége: A nagy csalódás (II./8.)    | 1990              | 1990                       | Böhmné                                      |                         |
| Mesék a kriptából                                    | 1990              | 1998                       | Az árvaház igazgatónője                     | Georgann Johnson        |
| Nyugalom völgye – Parádfürdő (Nekem ne lenne hazám?) | 1991              | 1991                       | narrátor                                    | –                       |
| Acapulco szépe                                       | 1999              | 2001                       | Martina Soriano                             | Silvia Caos             |

## Díjai, elismerései
- Pepita-díj (2008)
- Magyar Toleranciadíj (2011)
- Pepita Különdíj (2012)
- A Magyar Érdemrend lovagkeresztje (2019)